# Jack Mulhall

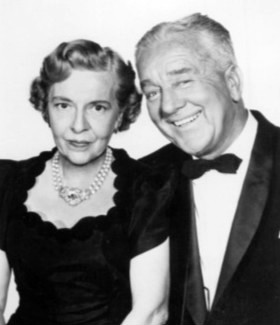
Jack Mulhall con la actriz Madge Kennedy en un episodio de Goodyear Theater (1959)

Jack Mulhall (7 de octubre de 1887 – 1 de junio de 1979) fue un actor cinematográfico de nacionalidad estadounidense.  

## Biografía
Su nombre completo era John Joseph Francis Mulhall, y nació en Wappingers Falls, Nueva York.
Mulhall habría sido uno de los modelos masculinos – otros fueron Fredric March, Reed Howes, y la pareja de Joseph Christian Leyendecker, Charles Beach (1886-1952) – de los anuncios publicitarios Arrow Collar Man ilustrados por Leyendecker para la compañía fabricante de camisas Cluett Peabody & Company.
En su faceta de actor, Mulhall se inició en el cine mudo, y actuó en más de 430 producciones.
Jack Mulhall falleció a causa de una insuficiencia cardiaca en 1979 en Woodland Hills (Los Ángeles), California. Fue enterrado en el Cementerio de Holy Cross, en Culver City, California.

## Filmografía
| - The Atomic Submarine (1959) - I Married a Woman (1958) (sin créditos) - Up in Smoke (1957) - La vuelta al mundo en ochenta días (1956) (sin créditos) - Calling Homicide (1956) (sin créditos) - The She Creature (1956) - El hombre del brazo de oro (1955) (sin créditos) - Tennessee's Partner (1955) (sin créditos) - Just for You (1952) (sin créditos) - Blackhawk (1952, serial, sin créditos - Chain for Life (1951) - My Friend Irma (1949) (sin créditos) - Sky Liner (1949) (sin créditos) - You're My Everything (1949) (sin créditos) - Lulu Belle (1948) (sin créditos) - North of the Border (1946) - 'Neath Canadian Skies (1946) - Monsieur Beaucaire (1946) (sin créditos) - Deadline for Murder (1946) (sin créditos) - The Searching Wind (1946) (sin créditos) - Flame of Barbary Coast (1945) (sin créditos) - The Phantom of 42nd Street (1945) - The Man Who Walked Alone (1945) - Dillinger (1945) (sin créditos) - Bowery Champs (1944) (sin créditos) - My Buddy (1944) (sin créditos) - An American Romance (1944) (sin créditos) - A Wave, a WAC and a Marine (1944) - Babes on Swing Street (1944) (sin créditos) - South of Dixie (1944) - Gambler's Choice (1944) (sin créditos) - Lady in the Dark (1944) (sin créditos) - Whistling in Brooklyn (1943) (sin créditos) - Wedtime Stories (1943) - Hi'ya, Sailor (1943) - Corvette K-225 (1943) (sin créditos) - The Kansan (1943) (sin créditos) - Swing Shift Maisie (1943) (sin créditos) - Ghosts on the Loose (1943) - The Falcon in Danger (1943) (sin créditos) - Hers to Hold (1943) (sin créditos) - Colt Comrades (1943) (sin créditos) - Cowboy in Manhattan (1943) - I Escaped from the Gestapo (1943) (sin créditos) - Idaho (1943) (sin créditos) - The Ape Man (1943) - The Amazing Mrs. Holliday (1943) (sin créditos) - Kid Dynamite (1943) - Silent Witness (1943) - National Barn Dance (1943) (sin créditos) - Queen of Broadway (1942) - 'Neath Brooklyn Bridge (1942) - The Forest Rangers (1942) (sin créditos) - The Glass Key (1942) (sin créditos) - Foreign Agent (1942) - Sin Town (1942) - Between Us Girls (1942) (sin créditos) - Wake Island (1942) (sin créditos) - Top Sergeant (1942) (sin créditos) - So's Your Aunt Emma (1942) - A Gentleman After Dark (1942) - Gang Busters (1942, Serial (sin créditos) - The Dawn Express (1942) - Mr. Wise Guy (1942) - Man from Headquarters (1942) - Treat 'Em Rough (1942) - Freckles Comes Home (1942) (escenas eliminadas) - Dick Tracy vs. Crime Inc. (1941, Serial - Harvard, Here I Come! (1941) (sin créditos) - I Killed That Man (1941) - Appointment for Love (Cita de amor) (1941) (sin créditos) - Hard Guy (1941) - International Lady (1941) - Sea Raiders (1941, Serial (sin créditos) - It Started with Eve (1941) (sin créditos) - Unexpected Uncle (1941) (sin créditos) - Dangerous Lady (1941) - Saddle Mountain Roundup (1941) - Bowery Blitzkrieg (1941) - Desperate Cargo (1941) - In the Navy (1941) (sin créditos) - Love Crazy (1941) (sin créditos) - The Spider Returns (1941, Serial (sin créditos) - Invisible Ghost (1941) - Federal Fugitives (1941) - Adventures of Captain Marvel (1941, Serial - Las Vegas Nights (1941) (sin créditos) - Cheers for Miss Bishop (Dueña de su destino) (1941) - Ride, Kelly, Ride (1941) (sin créditos) - Back Street (1941) (sin créditos) - Buck Privates (1941) (sin créditos) - Caught in the Act (1941) (sin créditos) - Mysterious Doctor Satan (1940, Serial - The Son of Monte Cristo (1940) - The Quarterback (1940) (sin créditos) - Third Finger, Left Hand (1940) (sin créditos) - A Little Bit of Heaven (1940) (sin créditos) - Dulcy (1940) (sin créditos) - Strike Up the Band (1940) (sin créditos) - The Golden Fleecing (1940) (sin créditos) - Comin' Round the Mountain (1940) (sin créditos) - I Love You Again (1940) (sin créditos) - A Failure at Fifty (1940) (sin créditos) - Grandpa Goes to Town (1940) (sin créditos) - Strange Cargo (1940) (sin créditos) - Black Friday (1940) - The Heckler (1940) (voz) - Broadway Melody of 1940 (1940) (sin créditos) - That Inferior Feeling (1940) (sin créditos) - Judge Hardy and Son (1939) (sin créditos) - Joe and Ethel Turp Call on the President (1939) (sin créditos) - First Love (1939) - Scouts to the Rescue (1939, Serial - 6000 Enemies (1939) (sin créditos) - It's a Wonderful World (1939) (sin créditos) - Outlaws' Paradise (1939) - Dodge City (1939) (sin créditos) - Three Smart Girls Grow Up (1939) (sin créditos) - Made for Each Other (1939) (sin créditos) - Buck Rogers (1939, Serial - Home on the Prairie (1939) - Sharpshooters (1938) (sin créditos) - The Storm (1938) - Swing That Cheer (1938) (sin créditos) - The Gladiator (1938) (sin créditos) - The Chaser (1938) - Crime Ring (1938) (sin créditos) - Held for Ransom (1938) - You and Me (1938) (sin créditos) - Outlaws of Sonora (1938) - Flash Gordon's Trip to Mars (1938, Serial - Of Human Hearts (1938) (sin créditos) - Mad About Music (1938) (sin créditos) - The Spy Ring (1938) - Tim Tyler's Luck (1937, Serial - Amateur Crook (1937) - Radio Patrol (1937, Serial - Saturday's Heroes (1937) (sin créditos) - Music for Madame (1937) (sin créditos) - Sky Racket (1937) - Framing Youth (1937) - One Hundred Men and a Girl (1937) - The Boss Didn't Say Good Morning (1937) (sin créditos) - The Toast of New York (1937) (sin créditos) - Topper (1937) (sin créditos) - Dangerous Holiday (1937) - Armored Car' (1937) (sin créditos) - Wings Over Honolulu (1937) (sin créditos) - Internes Can't Take Money (1937) (sin créditos) - Love Is News (1937) (sin créditos) - History Is Made at Night (Cena de medianoche) (1937) (sin créditos) - Secret Valley (1937) - Beloved Enemy (1936) - Under Your Spell (1936) (sin créditos) - Without Orders (1936) (sin créditos) - Wedding Present (1936) (sin créditos) - Libeled Lady (1936) (sin créditos) - The Big Broadcast of 1937 (1936) - Murder with Pictures (1936) (sin créditos) - Wives Never Know (1936) (sin créditos) - Straight from the Shoulder (1936) (sin créditos) - Hollywood Boulevard (1936) .... Hombre en el bar - Charlie Chan at the Race Track (1936) (sin créditos) - Kelly of the Secret Service (1936) - The Crime of Dr. Forbes (1936) (sin créditos) - The Last Outlaw (1936) (sin créditos) - The Rogues Tavern (1936) - Undersea Kingdom (1936, Serial) - Show Boat (1936) (sin créditos) - One Rainy Afternoon (1936) (sin créditos) - Thirteen Hours by Air (1936) - The Country Beyond (1936) (sin créditos) - The Clutching Hand (1936, Serial - Preview Murder Mystery (1936) - Wife vs. Secretary (1936) (sin créditos) - Klondike Annie (1936) (sin créditos) - A Face in the Fog (1936) - Anything Goes (1936) (sin créditos) - Strike Me Pink (1936) (sin créditos) - Custer's Last Stand (1936, Serial - The Shadow of Silk Lennox (1935) - Skull and Crown (1935) - Your Uncle Dudley (1935) (sin créditos) - The Last Days of Pompeii (1935) (sin créditos) - His Night Out (1935) - The Big Broadcast of 1936 (1935) (sin créditos) - The Gay Deception (1935) (sin créditos) - Page Miss Glory (1935) (sin créditos) - Two for Tonight (1935) - Here Comes the Band (1935) (sin créditos) - Here's to Romance (1935) (sin créditos) - Lady Tubbs (1935) (sin créditos) - Men Without Names (1935) - Love Me Forever (1935) (sin créditos) - The Glass Key (1935) (sin créditos) - Pickled Peppers (1935) - Chinatown Squad (1935) - Paris in Spring (1935) - What Price Crime? (1935) - People Will Talk (1935) (sin créditos) - The Headline Woman (1935) (sin créditos) - El delator (1935) (sin créditos) - Love in Bloom (1935) (sin créditos) - Reckless (1935) (sin créditos) - The Fighting Lady (1935) - Roaring Roads (1935) | - Wig-Wag (1935), como Jack - Mississippi (1935) (sin créditos) - Straight from the Heart (1935) (sin créditos), como un reportero - George White's 1935 Scandals (1935) - The Woman in Red (1935) (sin créditos) - Burn 'Em Up Barnes (1934) Serial - I've Been Around (1934) - One Hour Late (1934) (sin créditos), como Whittaker - Behold My Wife (1934) (sin créditos), como un reportero en el tren - Bandits and Ballads (1934) - Broadway Bill (1934) (como un reportero en el tren) - It's a Gift (1934) (sin créditos) - Evelyn Prentice (1934) (sin créditos), como Gregory "Greg" - Cleopatra (1934) (sin créditos) - The Human Side (Papá bohemio) (1934) (sin créditos) - Actor - The Notorious Sophie Lang (1934) - The Old Fashioned Way (1934), como Dick Bronson - Whom the Gods Destroy (1934) (sin créditos) - Burn 'Em Up Barnes (1934 Serial) - Many Happy Returns (1934) - The Mystery Squadron (1933, serial) - Secret Sinners (1933) - Curtain at Eight (1933), como Carey Weldon - The Three Musketeers (1933, Serial) - Clancy - Hell's Headquarters (1932) - Passport to Paradise (1932) - Love Bound (1932) - Sinister Hands (1932) - Murder at Dawn (1932) - Sally of the Subway (1932) - Night Beat (1931) - Lover Come Back (1931) - Reaching for the Moon (Para alcanzar la luna) (1930) - For the Love o' Lil (1930) - Road to Paradise (1930) - The Fall Guy (1930) - Show Girl in Hollywood (1930) - The Golden Calf (1930) - In the Next Room (1930) - Second Choice (1930) - El show de los shows (1929) - Dark Streets (1929) - Twin Beds (1929) - Two Weeks Off (1929) - Children of the Ritz (1929) - Naughty Baby (1928) - Waterfront (1928) - The Butter and Egg Man (1928) - Lady Be Good (1928) - Ladies' Night in a Turkish Bath (1928) - Man Crazy (1927) - The Crystal Cup (1927) - Smile, Brother, Smile (1927) - The Poor Nut (El apocado) (1927) - See You in Jail (1927) - Orchids and Ermine (1927) - Just Another Blonde (1926) - God Gave Me Twenty Cents (1926) - Subway Sadie (1926) - Sweet Daddies (1926) - Silence (1926) - The Dixie Merchant (Sin hogar y sin rumbo) (1926) - Pleasures of the Rich (1926) - The Far Cry (1926) - Joanna (1925) - We Moderns (1925) - Classified (1925) - Wild West (1925) - She Wolves (1925) - Friendly Enemies (1925) - The Mad Whirl (1925) - Three Keys (1925) - Folly of Vanity (1924) - The Breath of Scandal (1924) - The Naked Truth (1924) - Into the Net (1924) - The Goldfish (1924) - The Drums of Jeopardy (1923) - The Marriage Market (1923) - The Bad Man (1923) - The Call of the Wild (1923) - Dulcy (1923) - Within the Law (1923) - The Wolves of the Waterfront (1923) - The Yellow Handkerchief (1923) - The Social Buccaneer (1923) - Dangerous Waters (1923) - Heroes of the Street (1922) - The Siege of the Lancashire Queen (1922) - The Forgotten Law (1922) - The Law of the Sea (1922) - Pirates of the Deep (1922) - Broad Daylight (1922) - The Channel Raiders (1922) - The White and Yellow (1922) - Flesh and Blood (1922) - Dusk to Dawn (Del crepúsculo al alba) (1922) - Sleepwalker (1922) - Midnight (1922) - Turn to the Right (El juego de la vida) (1922) - Fourteenth Lover (1922) - Molly O (1921) - The Ne'er to Return Road (1921) - Two Weeks with Pay (1921) - The Little Clown (1921) - The Off-Shore Pirate (1921) - Sleeping Acres (1921) - You Never Can Tell (1920) - The Hope (1920) - Miss Hobbs (1920) - All of a Sudden Peggy (1920) - Should a Woman Tell? (1919) - The Merry-Go-Round (1919) - The Spite Bride (1919) - A Favor to a Friend (1919) - The Solitary Sin (1919) - Fools and Their Money (1919) - Whom the Gods Would Destroy (1919) - Creaking Stairs (1919) - Don't Change Your Husband (1919) - Danger, Go Slow (1918) - The Brass Bullet (1918) - The Whispering Chorus (1918) (sin créditos) - Wild Youth (1918) - Madame Spy (1918) - The Flames of Chance (1918) - The Grand Passion (1918) - Sirens of the Sea (1917) - The Midnight Man (1917) - High Speed (1917) - Three Women of France (1917) - The Flame of Youth (1917) - The Gunman's Gospel (1917) - The Hero of the Hour (1917) - Her Primitive Man (1917) - Mr. Dolan of New York (1917) - The Saintly Sinner (1917) - The Terror (1917) - Love Aflame (1917) - Fighting for Love (1917) - The Price of Silence (1916) - The Eyes of Love (1916) - The Place Beyond the Winds (1916) - Wanted: A Home (1916) - The Whirlpool of Destiny (1916) - The Crimson Yoke (1916) - Merry Mary (1916) - A Spring Chicken (1916) - Celeste (1916) - The Man Who Called After Dark (1916) - Alias Jimmy Barton (1916) - The Rejuvenation of Aunt Mary (1916) - The Mystery of Orcival (1916) - The Guilt of Stephen Eldridge (1916) - The Iron Will (1916) - The Chain of Evidence (1916) - Stronger Than Woman's Will (1916) - The Skating Rink (1916) - The Avenging Shot (1916) - The Tides of Retribution (1915) - Her Stepchildren (1915) - Frank - Woman Without a Soul (1915) - The Sheriff's Trap (1915) - Harvest (1915) - Arline's Chauffeur (1915) - The Girl Who Didn't Forget (1915) - A Kentucky Episode (1915) - At the Road's End (1915) - Dora (1915) - The Need of Money (1915) - His Last Wish (1915) - The Little Slavey (1915) - The Fixer (1915) - A Letter to Daddy (1915) - The Little Runaways (1915) - Love's Melody (1915) - The Girl Hater (1915) - His Ward's Scheme (1915) - Bobby's Bargain (1915) - The Little Scapegoat (1915) - A Much-Needed Lesson (1915) - His Poor Little Girl (1915) - When Hearts Are Young (1915) - One Hundred Dollars (1915) - The Girl and the Matinee Idol (1915) - The Bridge Across (1915) - His Brother's Keeper (1915) - Rose o' the Shore (1915) - Their Divorce Suit (1915) - The Gang's New Member (1915) - All for the Boy (1915) - The Suffering of Susan (1914) - For Her People (1914) - Little Miss Make-Believe (1914) - Blacksmith Ben (1914) - A Better Understanding (1914) - All for Business (1914) - The Broken Rose (1914) - They Called It 'Baby' (1914) - The Fall of Muscle-Bound Hicks (1914) - Who's Looney Now? (1914) - Strongheart (1914) - The House of Discord (1913) - A Child's Stratagem (1910) - Sunshine Sue (1910) - The Fugitive (1910) |